# Dexys Midnight Runners
Dexys Midnight Runners (gruppen stavade genomgående namnet utan genitivapostrof, nu känd som endast Dexys) är en brittisk new wave- och soul-grupp från Birmingham bildad 1978 under ledning av Kevin Rowland. Gruppen hade sina största framgångar under första halvan av 1980-talet.

## Historik
Rowland kom i stort att bli den ende stadige medlemmen i gruppen, delvis beroende på dennes ytterst krävande ledarskap och många infall. Med "Dexys" (efter drogen dexamfetamin) ville han skapa ett modernare soulsound och gjorde ofta gester av olika slag mot sina förebilder, bland andra Jackie Wilson och The Four Tops. Dexys fick 1980 stora framgångar med singel Geno och debut-LP:n Searching For The Young Soul Rebels. Redan efter en LP var den ursprungliga gruppen upplöst men Rowland behöll likväl namnet. På efterföljaren Too-Rye-Ay (1982) blandade han soul och influenser från irländsk folkmusik samtidigt som gruppen även fick en enorm framgång med singeln Come On Eileen, vilken är deras mest kända låt. 
Under kommande år utmärkte sig Rowland ofta för sina utspel, något som onekligen bidrog till uppmärksamhet om än inte alltid av positivt slag. Stundtals kommunicerade han med sina fans via annonser i brittisk press. Inför gruppens sista LP, Don’t Stand Me Down (1985) vägrade Rowland konsekvent släppa några singlar då han menade att LP:n skulle höras i sin helhet. Efter att denna platta floppat rejält lade han ned gruppen. 
Under följande år släppte Rowland ett par skivor med stora mellanrum, delvis på grund av ett svårt narkotikamissbruk. Slutligen återbildade han Dexys Midnight Runners för en rad konserter 2005. Bandets produktion karaktäriseras av en medryckande och dansvänlig soulrock med provocerande texter som i hållningen lätt för tankarna till Morrissey och The Smiths. 
2012 släppte Dexys Midnight Runners sitt första album på 27 år, One Day I'm Going to Soar fast under bandnamnet Dexys.

## Medlemmar
Nuvarande medlemmar
- Kevin Rowland — sång, basgitarr, gitarr, piano (1978–1987, 2003–)
- Lucy Morgan — violin, viola (2003–)
- Sean Read  — keyboard, saxofon, gitarr, sång (2013–)
- Michael Timothy — keyboard (2013–)
- Andy Hobson — basgitarr (2013–)
- Billy Stookes — trummor (2016–)
- Mark Kavuma — trumpet (2016–)

Tidigare medlemmar
| - Kevin "Al" Archer — gitarr, sång (1978–1981) - Jim Paterson — trombon (1978–1982, 1985, 2005–2016) - Pete Williams — basgitarr, sång (1978–1980, 2003–2014) - Pete Saunders — keyboard (1978–1980) - John Jay — trummor (1978–1979) - Terry De Sarge — trummor (1979) - Steve Spooner — saxofon (1978–1980) - Geoff Blythe — saxofon (1978–1980) - Geoff Kent — trumpet (1978–1979) - Bobby Ward — trummor (1979–1980) - Andy Leek — keyboard (1980) - Andy Growcott — trummor (1980) - Mick Talbot — keyboard (1980, 2003–2013) - Kevin "Billy" Adams — gitarr, banjo, sång (1981–1987) - Mickey Billingham — keyboard, dragspel (1981–1982) - Seb Shelton — trummor (1981–1984) - Paul Speare — saxofon, flöjt (1981–1982) - Brian Maurice — saxofon (1981–82) - Steve Wynne — basgitarr (1981) - Giorgio Kilkenny — basgitarr (1981–1982) - Helen O'Hara — violin, sång (1981–1987, 2016) - Steve Brennan — violin, dragspel (1981–1984) - Roger MacDuff — violin (1981–1984) - John Edwards — basgitarr (1982–1985) | - Nick Gatfield — saxofon (1982–1985) - Spike Edney — trombon (1982–1984) - Robert Noble — orgel (1982–1985) - Vincent Crane — piano (1985) - Tim Dancy — trummor (1985) - Julian Litman — mandolin (1985) - Mick Bolton — piano (1985–1986) - Pol Coussee — saxofon (1985–1986) - Fayyaz Virji — trombon (1985–1986) - Penn Pennington — gitarr (1985–1986) - Jerry Preston — basgitarr (1985–1986) - Philip Blakeman — gitarr, dragspel (2003–2005) - Comedius Dave — horn, vibrafon (2005–2006) - Neil Hubbard — gitarr (2003–2012) - Julian Crampton — basgitarr (2003–2005) - Crispin Taylor — trummor (2003–2005) - Volker Janssen — keyboard (2003–2005) - Paul Taylor — trombon (2003–2005) - Madeleine Hyland — sång (2011–2014) - John McKenzie — basgitarr (2012) - Tim Cansfield — gitarr (2013–2014) - David Ruffy — trummor (2013–2014) - Siobhan Fahey — sång (2014) |

## Diskografi
Studioalbum
- Searching for the Young Soul Rebels (1980)
- Too-Rye-Ay (1982)
- Don't Stand Me Down (1985)
- One Day I'm Going To Soar (2012)
- Let The Record Show: Dexys Do Irish And Country Soul (2016)
- The Feminine Divine (2023)